# Comuna Baranove, Ivanivka
Baranove (în ucraineană Баранове) este o comună în raionul Ivanivka, regiunea Odesa, Ucraina, formată din satele Baranove (reședința), Malînivka, Prîcepivka și Suhomlînove.

## Demografie
Componența lingvistică a comunei Baranove
     Ucraineană (84,64%)
     Rusă (5,05%)
     Română (3,98%)
     Alte limbi (0,28%)
Conform recensământului din 2001, majoritatea populației comunei Baranove era vorbitoare de ucraineană (84,64%), existând în minoritate și vorbitori de rusă (5,05%) și română (3,98%).